# Стјепан Милашиновић
Стјепан Милашиновић Шиљо (Прибић, код Карловца, 2. октобар 1910 — Плавча Драга, код Плашког, 14. новембар 1941) био је учесник Шпанског грађанског рата и Народноослободилачке борбе и народни херој Југославије.

## Биографија
Рођен је 2. октобра 1910. године у селу Прибић, код Карловца, у сељачкој породици.
Након запослења у Карловцу, прикључио се радничком покрету и постаје активан у раду Уједињених радничких синдиката (УРС).
По избијању грађанског рата у Шпанији, Милашиновић се пријавио као добровољац и придружио Интернационалним бригадама. Тамо је 1937. године постао члан Комунистичке партије Југославије (КПЈ). По повратку из Шпаније, задржан је у логорима Француске. У Југославију се вратио августа 1941. године.
Учесник Народноослободилачке борбе је од 1941. године. По задатку Централног комитета Комунистичке партије Хрватске, послан је на Кордун као искусни борац. Убрзо је постао командант батаљона. Учествовао је на првом војном саветовању представника Народноослободилачког покрета (НОП) Кордуна и Баније на Петровој гори, у селу Џодани, 19. и 20. септембра 1941. године.
Погинуо је 14. новембра 1941. године у јуришу на италијанску посаду у Плавча Драги, код Плашког.
Указом Президијума Народне скупштине ФНР Југославије, 5. јула 1951. проглашен је за народног хероја Југославије.